# Przytuły (powiat olecki)
Przytuły (niem. Przytullen) – opuszczona wieś w Polsce położona w województwie warmińsko-mazurskim, w powiecie oleckim, w gminie Olecko.
W latach 1975–1998 miejscowość należała administracyjnie do województwa suwalskiego.
Wieś czynszowa założona na prawach chełmińskich w 1564 roku na 30 włókach przez Marka Bartosza z Wilkas, który nabył od starosty książęcego dwie włóki sołeckie. Wieś zamieszkana w 1600 r. wyłącznie przez ludność polską. W XVIII wieku należała do rodziny Gliźmińskich. Szkoła, założona około 1740 roku, uległa później likwidacji. Wieś należała do parafii straduńskiej. W 1938 roku wieś liczyła 92 mieszkańców.
Miejscowość wymieniana w dokumentach pod nazwami: Giniowa Wola, Przytullen, Babkoff. W 1938 w ramach akcji germanizacyjnej zmieniono nazwę na Siebenbergen.
W miejscowości brak zabudowy.
W północnej części obrębu geodezyjnego Przytuły, na północ od dawnej wsi pozostało jedno zabudowanie.